# Ruonalampi
Ruonalampi är en sjö i kommunen Ranua i landskapet Lappland i Finland. Sjön ligger 177 meter över havet. Arean är 65 hektar och strandlinjen är 3,81 kilometer lång. Sjön  ingår i Simo älvs huvudavrinningsområde.   Den ligger omkring 67 kilometer sydöst om Rovaniemi och omkring 670 kilometer norr om Helsingfors. 